# 과산화효소

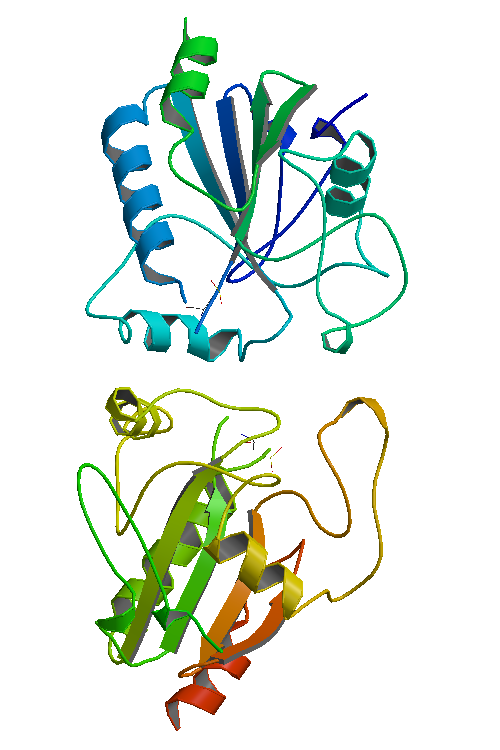

과산화효소(peroxidase)는 아래와 같은 반응을 촉매하는 효소군(family)이다.
{\displaystyle {\ce {{ROOR'}+\overbrace {2e^{-}} ^{electron\ donor}+2H+->[{\ce {Peroxidase}}]{ROH}+R'OH}}}
R과 R'이 H일 경우
H2O2 + 2 H+ + 2 e- → 2 H2O
위 반응의 반응물은 대부분의 과산화효소에서 과산화 수소(H2O2, hydrogen peroxide)이지만 과산화 지질(lipid peroxide)같은 하이드로과산화물(hydroperoxide)을 반응물로 삼는 효소도 있다.
과산화 수소를 물과 산소로 분해하는 효소는 카탈레이스(catalase)라고 한다.
2 H2O2 → 2 H2O + O2

## 같이 보기
- 산소내성 혐기성 미생물(aerotolerant anaerobe)
- 초과산화물 불균등화효소(superoxide dismutase)